# Nemossos
Ne doit pas être confondu avec Nemausus.
Nemossos ou encore Nemossus est le nom de la capitale des Arvernes d'après l'historien grec Strabon, qui écrivait au début du Ier siècle, avant le règne d'Auguste. Sa localisation exacte n'est pas encore connue et on hésite encore entre plusieurs oppida : Corent, Gondole, Gergovie ou Aulnat.

## Toponymie
Le chef-lieu des Arvernes est appelé Nemossos par Strabon. Le toponyme Nemetum est issu du gaulois nemeton, bien attesté, et signifie « bois sacré, sanctuaire ». L'origine de la forme Nemossos / Nemossus est obscure, peut-être à rapprocher de Nemausus, avec une mauvaise interprétation du suffixe non accentué -ausus, également d'origine gauloise. L'élément Nem- est le même que dans nemeton, il s'agit du nom celtique du ciel *nemo(s)-, plutôt que nem- « sanctuaire » proposé par Albert Dauzat.

## Localisations possibles
La localisation exacte est encore inconnue, mais il est aujourd'hui établi avec certitude qu'elle n'était pas à l'emplacement de l'actuelle Clermont-Ferrand.
Il a longtemps été suggéré l'agglomération celtique d'Aulnat. Mais les récentes et importantes découvertes archéologiques dans les oppida de Corent et Gondole, ainsi que la reprise des fouilles à Gergovie, imposent de reconsidérer la question. L'archéologue Vincent Guichard propose plusieurs options.
Matthieu Poux, dans le cadre de sa thèse d'habilitation (inédite) soutenue en 2005 à l'Université de Provence, propose de « considérer pour le milieu du Ier siècle av. J.-C. ces différents pôles d’activité proches comme les éléments d’une seule métropole au tissu très lâche, qui pourrait être la Nemossos de Strabon. » Une dernière possibilité est de « réduire Gergovie au statut de première capitale romaine du peuple arverne, dans les décennies qui suivent la guerre des Gaules ».
Il n'est pas encore possible de trancher car les dégagements sont encore limités sur chacun des gisements en termes de surface explorée et ils portent sur des vestiges de nature différente : le cœur de l’oppidum à Corent, les fortifications à Gergovie, une périphérie de l’oppidum à Gondole.

## Nemessos dans la bande dessinée
Dans l'album de bande dessinée, Le Bouclier arverne,  René Goscinny et Albert Uderzo, les deux héros, Astérix et Obélix, font étape à Nemessos que les auteurs indiquent comme étant l'actuelle ville de Clermont-Ferrand.